# Mount Cleveland
Mount Cleveland – szczyt w USA, w stanie Montana (hrabstwie Flathead), położony północnej części Parku Narodowego Glacier, około 6,4 km od granicy kanadyjskiej. Jest to najwyższy szczyt w parku i łańcucha Lewis Range. 
Po zachodniej stronie szczyt opada gwałtownie, tworząc kilkusetmetrowe urwiska skalne, natomiast po stronie wschodniej powstał kocioł wypełniony częściowo przez lodowiec Whitecrow Glacier. 
Nie ma szlaków turystycznych wiodących na szczyt, natomiast jest kilka tras wspinaczkowych o umiarkowanej i dużej trudności. Dostęp do szczytu najłatwiejszy jest od strony kanadyjskiej z parku Waterton Lakes.